# Модра
Мо́дра (словац. Modra, нем. Modern, венг. Modor) — город в западной Словакии, расположенный у подножья Малых Карпат. Население — около 9 тыс. человек.

## История
Модра впервые упоминается в 1158 году как владение епископа из Нитры. В 1361 становится королевским городом, в 1607 свободным королевским городом. В настоящее время Модра знаменита своим вином и керамикой.

## Население
| Год:                | 1994 | 2004    | 2014    | 2024    |
| ------------------- | ---- | ------- | ------- | ------- |
| Количество человек: | 8409 | 8657    | 8817    | 9160    |
| Разница:            |      | +2,94 % | +1,84 % | +3,89 % |

## Достопримечательности
- Приходской костёл
- Лютеранская кирха
- Городская крепость
- Ратуша